# Rafał Kuptel
Rafał Kuptel (* 1. April 1976 in Iława) ist ein ehemaliger polnischer Handballspieler, der zumeist auf Rückraum Mitte eingesetzt wurde.
Der 1,92 m große und 102 kg schwere Rechtshänder spielte zunächst für den polnischen Verein Wybrzeże Gdańsk. Ab 2001 lief er zwei Jahre für KS Warszawianka auf. Nach einem kurzen Gastspiel beim luxemburgischen HC Berchem kam er 2003 zu Wisła Płock, mit dem er 2004, 2005, 2006 und 2008 Polnischer Meister sowie 2005, 2007 und 2008 Pokalsieger wurde. International spielte er mehrfach in der EHF Champions League und im Europapokal der Pokalsieger, in dem er 2005/06 und 2006/07 das Achtelfinale erreichte.
Mit der Polnischen Nationalmannschaft wurde Rafał Kuptel bei der Weltmeisterschaft 2007 in Deutschland Vize-Weltmeister. Er bestritt 144 Länderspiele und warf 157 Tore.